# Séisme de 1962 à Buin Zahra
Le séisme de 1962 à Buin Zahra est en séisme de magnitude 7,1 qui commença le 1er septembre 1962, dans la région de Buin Zahra en Iran et qui tua 12 225 personnes et en blessa 2 776.
À la suite de ce désastre, le Programme alimentaire mondial nouvellement formé effectua sa première mission.